# Ускочник
Ускочник (сегер прстен) је еластични машински елемент, који се користи да би се спречило аксијално померање неког елемента (нпр. осовине), тако што се стави у зарез/зљеб направљен по обиму осовине (спољашњи ускочник), у ком се држи својом еластичношћу или у жлијеб направљен са унутрашње стране цилиндричног отвора (унутрашњи ускочник). Ускочник може бити спољашњи или унутрашњи. Скида се и ставља посебним клијештима - "сегер клештима".